# ヴラディーミル・ランデ
ヴラディーミル・ボリソヴィチ・ランデ（ロシア語:Владимир Борисович Ланде, ラテン文字転写例:Vladimir Borisovich Lande, 1962年2月3日 - ）は、ソビエト連邦出身のオーボエ奏者、指揮者。
レニングラードの生まれ。レニングラード音楽院でピアノとオーボエを専攻し、1986年に卒業。在学中の1984年から1989年までレニングラード・フィルハーモニー管弦楽団のオーボエ奏者として活動した。1989年からアメリカに渡り、ボルティモア歌劇場のオーボエ奏者を足がかりにアメリカ各地のオーケストラと共演した。1990年にはギター奏者のウィリアム・フィスリーとダモーレ・デュオを結成し、2003年にはピアニストのイリーナ・カプラン、バスーニストのブライアン・ヤングとプーランク・トリオを立ち上げるなど室内楽の分野でも活動した。
1996年にニューヨークのバカナリア音楽祭室内管弦楽団の首席客演指揮者となり、2004年にはサンクトペテルブルクの白夜音楽祭のオープニング・コンサートの指揮を任された。2005年からジョン・ホプキンス大学室内管弦楽団の音楽監督を務め、2006年にはボルティモア歌劇場を指揮。2008年にはタルサ交響楽団とワシントン・ナショナル・ギャラリー管弦楽団を指揮した。また、2008年より2017年までサンクトペテルブルク国立アカデミー交響楽団の首席客演指揮者として同楽団とレコーディング活動も行っている。2009年にはワシントンの現代アメリカ音楽祭に出演。2010年から2011年までロシアのドネツク・バレエのアメリカおよびヨーロッパのツアーで指揮を執った。
2015年よりクラスノヤルスク・アカデミー交響楽団の首席指揮者兼芸術監督を務める。